# Dongfang
Dongfang (kinesisk: 东方市, Pinyin: Dōngfāng Shì) er en by på amtsniveau på den sydvestlige del af den kinesiske ø og provins, Hainan. Den ligger syd for floden Changhua Jiang (昌化江). Dongfang har et areal på 2.256, 27 km², og i 2004 havde byen en befolkning på 386.901 mennesker (befolkningstæthed: 171,5 indb./km²). Dongfang hører direkte under provinsregeringen.

## Administrativ inddeling
Dongfang består af otte bykommuner og to kommuner:
- Bykommunen Basuo (八所镇), sæde for bystyret;
- Bykommunen Donghe (东河镇);
- Bykommunen Datian (大田镇);
- Bykommunen Gancheng (感城镇);
- Bykommunen Banqiao (板桥镇);
- Bykommunen Sanjia (三家镇);
- Bykommunen Sigeng (四更镇);
- Bykommunen Xinlong (新龙镇);
- Bykommunen Tian'an (天安乡);
- Bykommunen Jiangbian (江边乡).

Derudover ligger i Dongfangs område fire statsgårde:
- Guangba (国营广坝农场);
- Gong'ai (国营公爱农场);
- Hongquan (国营红泉农场);
- Provins-gården Dongfang for udlandskinesere (省国营东方华侨农场).

## Etnisk sammensætning af befolkningen i Dongfang (2000)
Ud af 358.313 indbyggere i 2000
| Navn på folket       | Indbyggere | Andel  |
| -------------------- | ---------- | ------ |
| Han                  | 281.342    | 78,51% |
| Li                   | 74.996     | 20,93% |
| Miao                 | 900        | 0,25%  |
| Zhuang               | 598        | 0,17%  |
| Yao                  | 100        | 0,03%  |
| Bouyei               | 71         | 0,02%  |
| Manju                | 43         | 0,01%  |
| Dong                 | 39         | 0,01%  |
| Mongoler             | 33         | 0,01%  |
| Koreaner             | 26         | 0,01%  |
| Tujia                | 26         | 0,01%  |
| Hui                  | 25         | 0,01%  |
| 19 forskellige andre | 114        | 0,03%  |

19°5′54″N 108°37′59″Ø / 19.09833°N 108.63306°Ø